# Asplenium × plenum
Asplenium × plenum là một loài dương xỉ trong họ Aspleniaceae. Loài này được E.P. St. John ex Small pro sp. mô tả khoa học đầu tiên năm 1938.